# Potamogeton × lanceolatus
Potamogeton × lanceolatus là một loài thực vật có hoa lai ghép trong họ Potamogetonaceae. Loài này được Sm. miêu tả khoa học đầu tiên năm 1809.